# 김도연 (정치인)
김도연(金度演, 1894년 6월 16일 ~ 1967년 7월 19일)은 대한민국의 독립운동가 겸 정치인이다. 1919년 2·8 독립선언 당시 11명의 대표 중 한 사람이다. 유학 후 교육자로 활동하였다. 광복 직후 한민당 창설에 참여하였고, 우익 정치인으로 활동하다 대한민국 정부 수립 이후 제1대 재무부 장관을 역임하였다.
1948년 5월 제헌국회의 입법선거 때에는 서대문구에 한민당원으로 출마하여 당선되어 재경분과 위원장에 피선되었으며 이후 제헌(서대문, 한국민주당), 제3대(서대문갑, 민주국민당), 제4대(서대문갑, 민주당), 제5대(서대문갑, 민주당), 제6대(전국, 자유민주당), 제7대(전국, 신민당)국회의원을 지냈다.
이후 민주당 창설에 참여하여 민주당 구파의 리더로 활약하였다. 제2공화국 당시 국무총리에 두 번 지명되었으나 인준부결되었고, 군사 정권에서는 야당 정치인으로 활약하였다. 제1공화국 당시 한민당 출신 유일한 초대 내각 입각자이기도 하다. 본관은 영천(永川)이고 호는 상산(常山)이다. 경기도 김포 출신이다.

## 생애

### 생애 초기
경기도 김포 양동면(현 서울 강서구)에서 아버지 김종원(金鍾遠)과 어머니 초계정씨(草溪鄭氏)의 차남으로 태어났다. 그 뒤 어머니를 여의고 아버지는 계모를 맞이하였다.
김포의 양반가에서 태어난 그는 7세 무렵에 한학을 배우고 그 뒤 태극학교(太極學校)에 입학하였으며, 태극소학교 졸업 후 보성중학교로 진학하였다.

### 청년기

#### 학창시절
이후 일본으로 건너가 1913년 일본 긴조중학교(錦城中學校) 3학년에 편입학하였으며, 긴조중학교 재학 중‘반도중학회’라는 조직을 만들어 활동하였고, 졸업 이후 게이오 대학(慶應大學) 이재학과(理財學科)에 들어가 일본 유학생의 중추 조직이었던 ‘조선유학생학우회’에서 총무로서 학우회의 각종 활동을 주도하였으며, ymca한인 청년회 총무 백남훈을 도와 청년회 회장직을 수행하기도 하였다.
1915년 12월 신익희(申翼熙)·김양수(金良洙)·장덕수(張德洙)·최두선(崔斗善) 등이 발기하여 창립한 조선학회(朝鮮學會)에 가입하여 활동하였다.

#### 2.8 독립 선언 참가
1918년 1월 17일의 간부 개선 때 백남훈(白南薰)·전영택(田榮澤) 등과 함께 동회의 서기로 선출되었다. 12월 하순, 그는 도쿄에 있는 동경 조선기독교 청년회(東京朝鮮基督敎靑年會) 주최로 YMCA 강당에서 웅변대회가 개최되었는데, 이때 김도연도 연사의 한사람으로 초빙되었다. YMCA 웅변대회에 연사로 나온 서춘(徐椿)·이종근(李琮根)·김상덕(金尙德)·윤창석(尹昌錫) 등은 윌슨의 민족자결주의 선언에 고무받아 한결같이 민족자결주의 원칙 아래 자주독립을 획득할 것을 주장하였다. 웅변대회가 끝난 뒤, 유학생들은 해산하지 않고 조국 독립운동의 방안을 의논하였다. 이 때 그는 최팔용(崔八鏞)·백관수(白寬洙)·김철수(金喆壽)·이광수(李光洙)·송계백(宋繼白)·최근우(崔謹愚)·서춘·이종근·김상덕·윤창석 등과 대표위원으로 선발되어 그들과 함께 일제의 감시를 피해가며 회합하여 독립운동을 계획하였다.
그리고 일본의 고베시[神戶市]에서 영국인이 발행하던 영어 신문인 저팬 애드버타이저(Japan Advertiser) 1918년 12월 1일자 기사에 이승만(李承晩) 등의 한국대표가 파리 강화회의에 파견된다는 기사가 실렸다는 소식을 접하고, 그는 유학생 대표들과 함께 독립에 대하여 토의하고, 이듬해 1월 상순에 최팔용·윤창석·송계백·최근우·백관수·김상덕·서 춘·전영택·이종근 등과 함께 그 실행위원으로 선출되어 2월 8일을 기하여 재일본 동경 조선독립 청년단(在日本東京朝鮮獨立靑年團)의 명의로 독립선언서를 발표하기로 결정하는 한편, 본국의 민족 지도자들과의 연락을 위해 1월 중순에 송계백을 서울에 파견하였다.
1919년 2·8 독립선언에 참가했다. 2월 8일 오후 2시, 그는 실행 위원 중 전영택이 신병으로 빠지고 그 대신 이광수·김철수가 참가한 조선 독립 청년단 대표 11명중의 한 사람으로 동경 한 복판의 Y.M.C.A. 강당에서 개최된 독립선언식에 참여하였다. 이 때 유학생 학우회 총회의 회장인 백남규(白南奎)가 개회를 선언하고, 최팔용의 조선 청년 독립단 발족 동의, 백관수의 독립선언서 낭독에 이어, 그가 결의문을 낭독하고, 서 춘이 연설을 하기 위하여 등단할 무렵, 동경 경시청에서 출동한 일본 경찰이 해산을 요구하였다. 유학생들과 일본 경찰간에 대격전이 벌어져, 대다수의 참석 학생들이 체포되었다. 그러나 그도 체포되어 서신전(西神田) 경찰서에 수감되었다가, 경시청으로 이감 기소되어 이 해 6월 26일 제2심에서 소위 출판법 위반 혐의로 9개월 금고형을 선고받고 동경 형무소에서 옥고를 치렀다. 수감으로 그는 1919년 게이오 대학을 졸업하지 못하고 수료하였다.
1922년 도미, 콜롬비아 대학교 대학원에서 경제학 석사를 받고, 아메리칸 대학교 대학원에 진학하여 박사 학위를 받았다. 그 뒤‘삼일신보’를 발간하는 등 활발한 활동을 벌였고, 귀국하였다.

### 일제 강점기 후반

#### 교육, 기업 활동

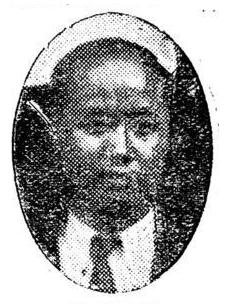
연희전문학교 교수 시절

귀국 후에는 연희전문학교(延禧專門學校) 교수로 초빙되었다. 1932년 연희전문학교 강사로 있다가 1934년 조선흥업주식회사 사장으로 초빙되었다. 1934년 조선흥업주식회사를 창립하고 취체역 대표로 취임하였다. 1935년 조선흥업주식회사 감사를 겸하였다.

#### 흥업구락부 사건
1930년대 후반 이승만이 영향을 발휘하던 독립운동단체 흥업구락부에서도 가입하여 활동하였다. 그러나 조선총독부 서대문경찰서에 감금된 윤치영의 진술로 1938년 5월 18일자 서대문경찰서장의 보고에 의하면 그는 흥업구락부의 동지회원의 한사람으로 보고되었다.

#### 태평양 전쟁 무렵
1940년 5월 조선총독부가 창씨개명을 강요했으나 그는 거절하고 응하지 않았다. 그는 총독부의 감시 대상인 불령선인 2호로 선정되었다.
그 뒤 조선제사회사(朝鮮製絲會社)에 입사하여 감사역으로 활동하고, 자본금 30만원을 투자하여 조선흥업주식회사를 창업하였다. 1941년 12월 일제는 태평양 전쟁 발발 후 국내에서의 반일 인사에 대한 탄압을 강화하였고, 조선어학회를 재정적으로 돕고 있었던 김도연도 조선어학회 사건(朝鮮語學會事件)에 관련자로 지목되어 1942년 12월 함경남도 홍원에서 일본 경찰에 붙잡혀 종로경찰서에 구속 수감되었다가 함흥으로 이감되었다. 이후 20개월 동안 미결수로 함흥형무소(咸興刑務所)에서 보냈다. 1945년 봄에 출감하였다.

### 정치 활동

#### 한민당 창당
8·15광복 후 한국민주당의 창당에 참여하였고, 1946년 2월 14일 비상국민회의 최고정무위원 28인의 한사람으로 선출되었다.
1946년 2월 민주의원 의원에 선출되었고, 그 해 10월 남조선과도입법의원 선거에 서울에서 출마하여 당선되었다. 12월 과도입법위원회 의원(민선)으로 취임하였다.
이후 그는 이승만의 단독정부 수립론을 지지하였다. 1948년 5월 10일 제헌국회의원 선거때 서울 서대문구(西大門區)에서 한민당 공천으로 출마하여 5월 30일 당선, 제헌국회의원으로 취임하였다. 6월 제헌국회에서 각 분과 위원장을 선출할 때 김도연은 국회 재경분과 위원장에 피선되었다. 한편 한·미 경제협정 교섭 한국측 대표로 활약하였고 국회에서 제헌 헌법 및 정부조직법 토의에 참가했다.

#### 대한민국 초기

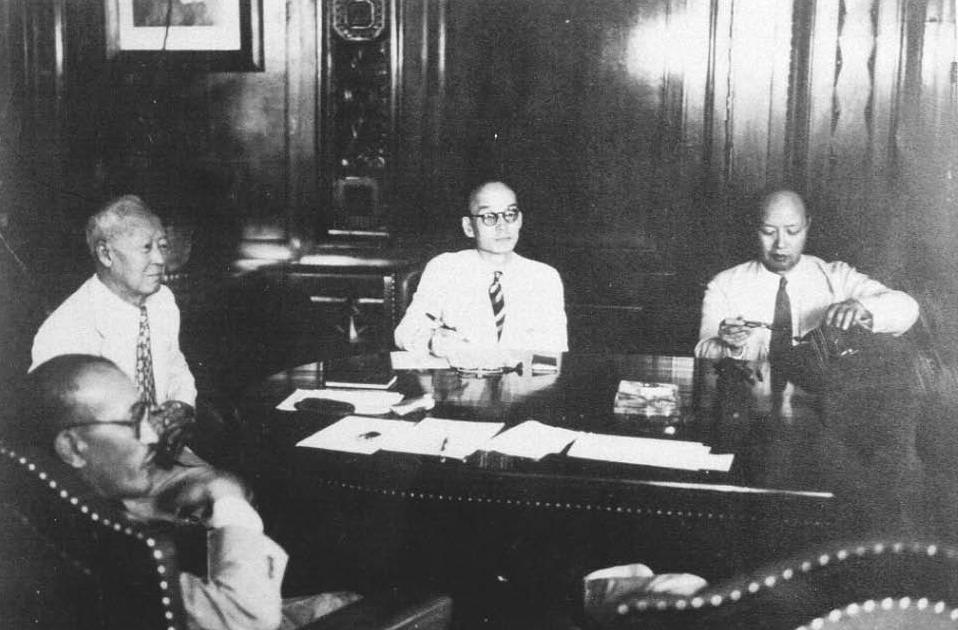
1948년 7월 22일 대한민국 초대 내각의 첫 국무회의에 참석한 김도연 (오른쪽 첫 번째)

1948년 8월 대한민국 정부가 수립되자 초대 재무부 장관에 취임하였다. 1948년 10월 5일 국회에서 재무부의 재정정책들에 대한 연설을 했다. 먼저 건전 재정정책 수립의 필요성과 세제 개혁(稅制 改革)을 통해 기존의 일본 식민지 조세 시스템을 개편하고 세목(稅目)의 정리 및 통합과 세수를 늘려 국가 재정을 안정화시키려고 노력하고 있다고 말했으며 담배, 홍삼, 소금 등 전매사업 확충하고 통화가치 안정, 그리고 보호무역을 통한 관세정책과 일본이 남기고 간 적산(敵産) 기업의 처분 방안을 설명했다.
한편 재정에 관한 협정을 체결한 한미 제1차 회담에서 이윤영,이순탁과 함께 활약했으며 제2차 회담에서도 한미원조협정을 이끌어냈다.
```
1949년
 
민주국민당
에 참여하였고, 이후 야당 노선을 걸었다. 
1950년
 
5월
 2대 민의원 선거 때 출마하였으나 낙선의 고배를 마셨다.
```

6월 25일 한국 전쟁이 터지자 그는 피난갔다가 휴전 후 되돌아왔다. 1954년 호헌동지회에 참여하였고 이때 곽상훈, 김준연, 박순천, 장면, 조병옥 등과 함께 조봉암의 신당 참여를 강력히 반대하였다. 1954년 민주 국민당 최고위원으로 취임, 3대 민의원 선거에 출마하여 당선되었다.
1955년 9월 민주당이 창당되자 최고위원이 되었고, 민주당 고문이 되었다. 이후 그는 민주당 구파의 중진으로 활약했다. 1956년 8월 자유당의 선거방해에 항의하여 조병옥, 윤보선, 현석호, 양일동 등과 서울 태평로에서 연좌시위를 벌였다. 1956년 민주당 구파의 부통령후보로 지목되었으나 신파의 장면과의 경쟁에서 패하였다. 1958년 민의원의원에 재선되고, 1959년 민주당 최고위원에 재선출되었다.

#### 4.19 전후
1959년 민주당 중앙위원회 부의장이 되었다. 4·19 혁명 직후 자유당과 민주당 간에 정쟁이 발생했을 때 그는 싸움을 피해 한발짝 물러나 있었다. 1960년 5월 제5대 민의원에 민주당으로 출마하여 당선된 후 민의원 부의장에 피선되었다. 그 해 대통령 권한대행 겸 국무총리인 허정(許政)과 함께 대한민국을 방문한 미국 대통령 아이젠하워를 영접, 면담하였다.

#### 제2공화국
1960년 7월 민의원에서 열린 대통령 선거에서 2표를 얻었다. 당시 그의 영향력을 인식한 민주당 신파의 견제 때문이라는 의혹도 제기되었었다.
1960년 7월 내각책임제하의 제2공화국이 출범하고, 윤보선 대통령이 같은 민주당 구파의 김도연을 지명하였다. 8월 16일 윤보선에 의해 국무총리 서리로 지명되었으나 2차로 신파의 장면을 지명하자 인준되었다. 장면이 총리로 당선되자 이에 반발하여 구파동지회를 결성하고 60년 12월 민주당 구파 계열을 이끌고 탈당, 신민주당을 결성하게 된다. 11월에 신민당 위원장에 피선 되었으나 1961년 5.16 군사정변으로 민의원의원직을 사퇴하고 정계에서 물러났다가 1963년 장면, 오위영, 현석호, 조재천, 박순천과 함께 민주당 재건에 참여하였다. 이후 야당 정치인으로 정치활동을 하였다.

#### 군정 기간 중
그러나 곧 재건 민주당을 탈당, 1963년 11월 6대국회의원선거 때에는 범국민정당을 표방한 자유민주당의 전국구후보 1번으로 당선되었다.
1963년 3월 16일 오후 2시 55분, 국가재건최고회의 의장 박정희의 초대로 전 대통령 윤보선, 전 국무총리 장택상, 초대 국무총리 이범석 등과 함께 박정희와 면담하였다. 김희덕(金熙德) 외무 겸 국방위원장, 유양수 재경위원장, 홍종철(洪鍾哲) 문사위원장 등이 3.16 성명을 발표하게 된 동기를 번갈아가며 설명하였다. 그는 미국같은 나라도 대통령 후보가 열 아홉명이나 나오는 때가 있는데 우리 나라에서 뭐 정당이 많다고 우려할 것은 없지 않느냐 고 구정치인 정화법에 문제를 삼았다. 그러자 박정희는 나라가 망한 후 애국자라는 말을 듣기보다는 역적소리를 듣는 한이 있어도 나라를 바로잡겠다고 응수하였다. 결국 협상점을 찾지 못한 채 회의는 종결되었다.
1963년 3월 16일 박정희가 군정연장을 선언하는 3·16 선언을 거두지 않자, 3월 19일 그는 윤보선·장택상·김준연·이범석 등과 박정희에게 3·16 성명의 저의를 추궁하였다.
1963년 8월 1일 서울 시민회관에서 국민의 당 창당발기인대회를 가졌을 때 참석하였다. 이날 대회는 민정당 대표위원 김병로, 신정당 위원장 허정, 민우당 고문 이범석을 당 공동대표로, 김도연, 이응준, 이인, 안호상, 전진한을 당 지도위원에 선출했다. 그 해 독립운동에 기여한 공로로 대통령 표창장(1963)을 수여받았다.

#### 야당 지도자
1964년 박정희 정권의 한일협상에 반대하여 한일협상 반대운동을 하였다. 그 해 민정당 부총재직에 피선되었다.
1965년 박순천 · 장택상 · 함석헌 · 윤보선 · 장준하 등과 한일협정 반대투쟁을 하였으며, 그해 8월 한일조약 국회비준을 반대하여 의원직을 사퇴하고, 같은 해 윤보선(尹潽善)이 민중당을 이탈하여 신한당(新韓黨)을 창당하자, 신한당에 입당하여 당 정무위원으로 피선되었다.
1967년 신민당 운영위원직에 선출되었다.
저서로는 《나의 인생 백서》, 《한국 농촌 경제》 등이 있다.

### 사후
사회장(社會葬)으로 엄수된 뒤 서울 시내를 돈 후 노제를 지낸 뒤, 서울 성북구 수유동의 묘지에 안장되었다.
사망 직후 상산김도연 기념사업회가 조직되었고, 그 뒤 상산김도연선생숭모회가 결성되었다. 1991년 건국공로훈장 애국장이 추서되었다.

## 학력
- 경기도 김포 태극소학교 졸업
- 경성 보성고등보통학교 수료
- 일본 오사카 긴조 중학교 졸업
- 일본 게이오 대학교 경제학과 학사
- 미국 컬럼비아 대학교 대학원 경제학과 경제학 석사
- 미국 아메리칸 대학교 대학원 경제학과 경제학 박사

## 약력
- 1944년 여름 조선어학회를 후원한 혐의로, 조선총독부 법원으로부터 징역 2년 집행유예 3년을 언도았다.
- 1944년 병보석으로 풀려남.
- 1946년 한국무역협회 제1대 회장
- 1948년 5월 10일 : 제헌 국회의원(서대문구)
- 1949년 대한수상경기연맹 회장
- 1950년 피난지 부산에서 구국총력연맹을 결성하고 부위원장에 취임, 상이장병 위문과 이재민 구호 활동에 참여하였다.
- 1953년 민주국민당 부위원장에 피선되었다.
- 1960년 6월 국무총리 허정과 함께 미국 대통령 아이젠하워를 영접, 면담하였다.
- 1961년 회고록 나의 인생백서:상산회고록 을 집필하였다.
- 1962년 군사정권에 의해 정치정화법 대상자에 묶이다.
- 1963년 1월 정치정화법 대상자에서 풀리자, 그해 민주당 재건에 참여하였다가 탈당, 자유민주당을 창당하였다.

## 상훈
- 대통령 표창(1963)
- 국민훈장 무궁화장(1969)
- 건국공로훈장 애국장(1991)

## 저서
- 《나의 인생 백서》
- 《한국 농촌 경제》

## 가족
- 아버지 : 김종원(金鍾遠)
- 어머니 : 초계 정씨(草溪鄭氏)
- 부인 : 노광임
  - 첫째 아들 : 김병대(金秉大, 한국 전쟁 중 납북되었다.)
  - 둘째 아들 : 김병국(金秉國)

## 기타
1960년 8월 총리서리로 지명되었으나 낙마하였다. 그는 민주당 구파였는데, 이후 민주당 구파 출신들은 신파와 신파가 추천한 장면 총리를 미워하였으나 그는 불쾌감이나 유감을 드러내지 않고, 장면과의 인간적인 친분관계를 유지하였다.

## 김도연을 연기한 배우
- 김인태 - 1981년 - (제1공화국) MBC 드라마
- 김인태 - 1989년 - (제2공화국) MBC 드라마
- 신충식 - 1993년 - (제3공화국) MBC 드라마

## 같이 보기
| - 2·8 독립선언 - 3·1 운동 - 연희전문학교 - 한국민주당 - 민주국민당 - 민주당 - 김성수 - 송진우 - 안재홍 - 장덕수 - 백관수 - 신익희 | - 삼일신보 - 조선어학회 - 조선어학회 사건 - 조병옥 - 유진산 - 제1공화국 - 제2공화국 - 제3공화국 - 5·16 군사 정변 - 이광수 - 이승만 - 장면 - 윤보선 | - 곽상훈 - 신한당 - 김준연 - 박순천 - 허정 - 장택상 - 이기붕 - 임영신 - 윤치영 - 이범석 - 이희승 - 이철승 - 김영삼 | - 신민당 - 신민당 - 박순천 - 박정희 - 6·3 사태 - 리극로 - 김규식 - 여운홍 - 정일형 - 최현배 - 이병기 |

## 관련 서적
- 이영훈, 《파벌로 보는 한국야당사》 (에디터출판사, 2006)
- 강준만, 《한국현대사산책》〈1960년대편 1권〉(인물과사상사, 2006)
- 강준만, 《한국현대사산책》〈1960년대편 2권〉(인물과사상사, 2006)
- 김도연, 《나의 인생백서:상산회고록》 (일신문화사, 1968)
- 김도연, 《나의 인생백서:상산회고록》 (강우출판사, 1967)
- 윤보선, 《외로운 선택의 나날들:윤보선회고록》 (동아일보사, 1990)
- 장면, 《한알의 밀이 죽지 않고는》 (가톨릭출판사, 1999)
- 김영명, 《한국 현대 정치사: 정치 변동의 역학》 (을유문화사, 1992)

## 역대 선거 결과
|  | 56.67% |

|  | 41.33% |

|  | 38.97% |

|  | 69.33% |

|  | 71.14% |

|  | 8.1% |

|  | 32.7% |